# Брайант, Альфред

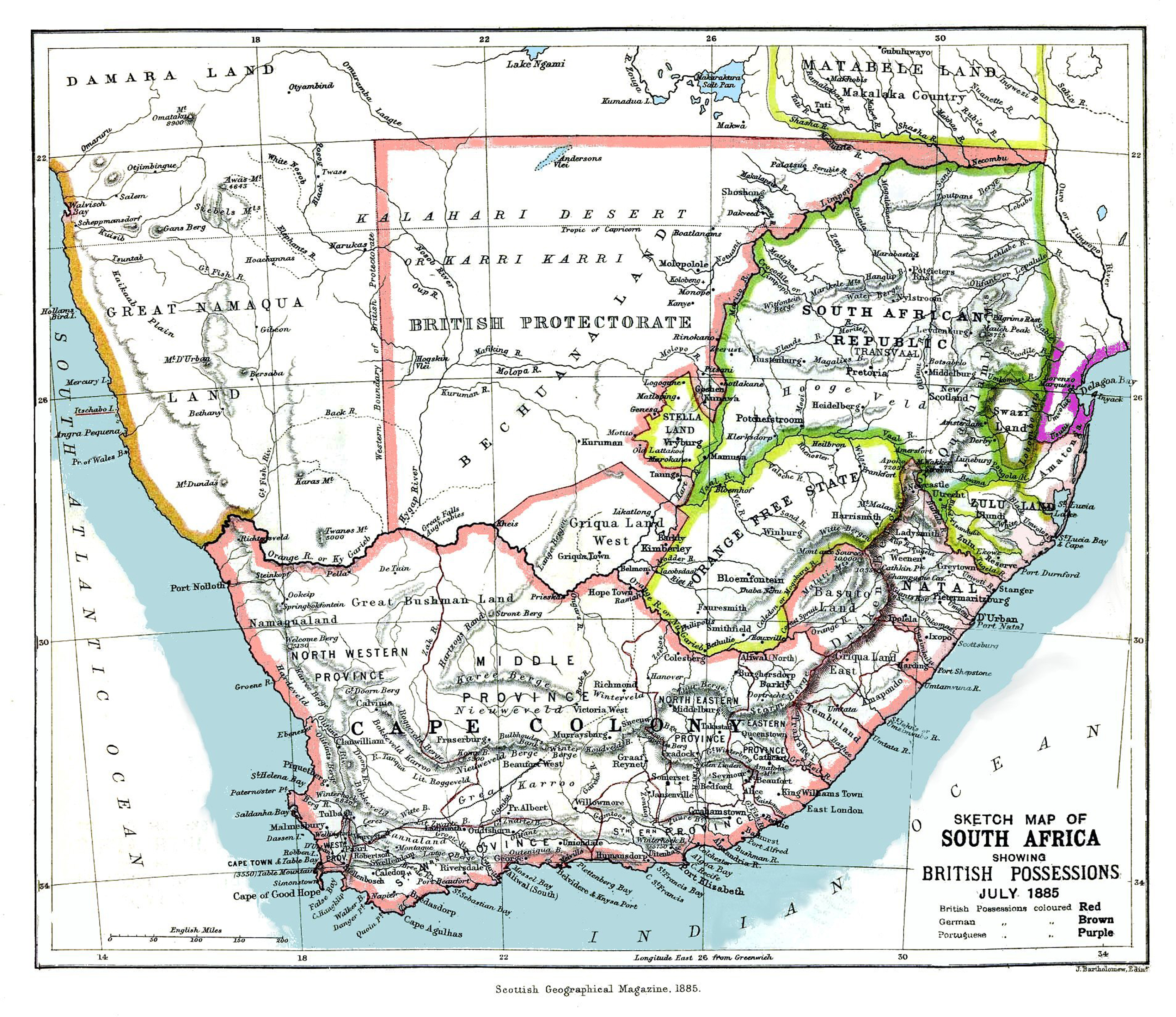
Южная Африка. 1885 год.

Альфред Томас Брайант (англ. Alfred Thomas Bryant; 26 февраля 1865, Лондон — 13 июня 1953, Кембридж) — британский католический священник, миссионер, африканист и этнолог.

## Биография
С 1883 года прожил более 50 лет в Южной Африке. Он исследовал язык и культуру зулусов, коса, тембу и других народностей восточной части Южной Африки, занимался просветительской и миссионерской деятельностью. Среди прочего, создал одну из первых школ-интернатов для мальчиков зулу. Преподавал в Витватерсрандском университете (Йоханнесбург).
Собрав богатый материал по языку, истории, обычаям, верованиям и общественному строю зулусов, оставил ряд научных и популярных работ (по зулусской истории, культуре и языку). Его книга о былых временах в Зулуленде и Натале считается этнологической классикой. Составил зулусско-английский и англо-зулусский словарь, ставший стандартом для зулу как языка банту. Также является автором ряда просветительских работ на языке зулу по этнографии и религии.

## Труды
- A Zulu-English Dictionary, Mariannhill 1905
- Olden Times in Zululand and Natal. Containing the Earlier Political History of the Eastern-Nguni Clans, London 1929
  - Брайант А. Т. Зулусский народ до прихода европейцев / Пер. с англ. К. К. Лупандина. — М.: Издательство иностранной литературы, 1953. — 436 с.
- The Zulu People as they were Before the White Man Came, Pietermaritzburg 1949 (2. ed. Pietermatritzburg : Shuter & Shooter[англ.], 1967)
- Bantu Origins — the people and their language, Cape Town: Struik, 1963
- A history of the Zulu and neighbouring tribes, Cape Town: Struik, 1964